# Tilia taishanensis
Tilia taishanensis là một loài thực vật có hoa trong họ Cẩm quỳ. Loài này được S.B. Liang miêu tả khoa học đầu tiên năm 1985.